# Kara DioGuardi
Kara Denise Elizabeth DioGuardi  (Ossining, Westchester, 9 de dezembro de 1970) é uma cantora e produtora musical norte-americana. Foi jurada do programa de talentos American Idol.}
É descendente de italianos, filha de Carol Asselta e Joseph J. DioGuardi. Sua mãe morreu em 1997, após lutar durante sete anos contra um câncer nos ovários.
DioGuardi cresceu em Wilmot Woods, subúrbio de Nova Rochelle em Nova York, e estudou no Colégio Imaculado Coração de Maria, em Scarslade, também em Nova York, e estudou logo após na Escola de Mestres em Dobbs Ferry, antes de conseguir um diploma em Ciência Política na Universidade Duke. Depois de se formar, Kara trabalhou na revista Billboard.
Compõe canções para estilos variados, como Pop, R&B, Dance, entre outros, e já trabalhou com vários artistas como Pink, Kris Allen, Hilary Duff, Miley Cyrus, Avril Lavigne, Britney Spears, Adam Lambert,  Ashley Tisdale, Enrique Iglesias, Ashlee Simpson, Celine Dion, Laura Pausini, Belinda, Demi Lovato, Kelly Clarkson, Thalía, Colbie Caillat, Christina Aguilera, Rouge, Mia Rose, RBD e Melanie Martinez.